# Rycynina
Rycynina – organiczny związek chemiczny z grupy alkaloidów. Trujący alkaloid pirydynowy będący pochodną pirydyny. Występuje w nasionach i w młodych roślinach rącznika.